# Paulo Francisco Mendes
Paulo Francisco Mendes (Sorocaba, 25 de janeiro de 1948)  é um político brasileiro. Formado em Administração de Empresas, foi Prefeito de Sorocaba por duas vezes 1987-1988 e 1993-1996. No seu governo criou a Guarda Municipal de Sorocaba. Destacou-se na construção de obras viárias e de cunho social como escolas, creches, centros de saúde e centros esportivos. Na área de abastecimento de água construiu a maior adutora de Sorocaba.
Em 1998, foi candidato a deputado federal pelo PMDB, não tendo sido eleito com 16.213 votos, sendo 12.149 votos em Sorocaba, onde foi o terceiro mais votado. Nas Eleições de 2000, foi o quarto candidato a vereador mais votado da cidade, eleito com 3.470 votos pelo PFL. Nas Eleições de 2004 foi reeleito vereador com 3.676 votos, sendo o oitavo mais votado da cidade. Já nas Eleições de 2008, a primeira pelo PSDB obteve 3.356 votos, sendo o décimo quinto vereador mais votado da cidade, tendo sido reeleito. Em 2010 foi convidado para assumir a Secretaria de Relações Institucionais da Prefeitura Municipal de Sorocaba na gestão de Vítor Lippi Nas Eleições de 2012 recebeu 3.488 votos, tendo sido suplente pelo PSDB. Porém, em janeiro de 2013 o vereador Yabiku foi nomeado Secretário de Esportes de Sorocaba e Paulo assumiu o cargo de vereador até setembro do mesmo ano, quando foi cassado e substituído por Neusa Maldonado, que obteve 3.232 votos.

## Desempenho em eleições
| Ano  | Eleição               | Coligação      | Partido | Candidata a       | Votos         | Votos em Sorocaba           | Resultado |
| ---- | --------------------- | -------------- | ------- | ----------------- | ------------- | --------------------------- | --------- |
| 1982 | Municipal de Sorocaba | PMDB           | PMDB    | Vereador          | —             | 2.374 (3º)                  | Eleito    |
| 1990 | Estadual de São Paulo | PMDB           | PMDB    | Deputado Estadual | 20.086 (106º) | 15.179 (1º)                 | Suplente  |
| 1992 | Municipal de Sorocaba | PMDB           | PMDB    | Prefeito          | —             | 95.738 (1º - segundo turno) | Eleito    |
| 1998 | Estadual de São Paulo | PMDB           | PMDB    | Deputado Federal  | 16.213 (180º) | 12.149 (3º)                 | Suplente  |
| 2000 | Municipal de Sorocaba | PFL            | PFL     | Vereador          | —             | 3.470 (6º)                  | Eleito    |
| 2004 | Municipal de Sorocaba | PFL            | PFL     | Vereador          | —             | 3.676 (8º)                  | Eleito    |
| 2008 | Municipal de Sorocaba | PSDB           | PSDB    | Vereador          | —             | 3.356 (15º)                 | Eleito    |
| 2012 | Municipal de Sorocaba | PSC, PSB, PSDB | PSDB    | Vereador          | —             | 3.488 (19º)                 | Suplente  |